# Wiceprezydenci Brazylii
Wiceprezydent Brazylii jest drugą najwyżej postawioną osobą w państwie. Obierany na okres lat czterech na jednej liście wraz z kandydatem na prezydenta jest pierwszą osobą w linii sukcesji (w wypadku śmierci, rezygnacji lub usunięcia prezydenta z urzędu zostaje jego następcą tak jakby sam został wybrany do końca kadencji, jeżeli pozostało do niej więcej, niż dwa lata. Inaczej zostaje prezydentem tylko do wyborów przedterminowych, ale jego status jest ten sam).
| #                                                                               | Wiceprezydent                                       | Miejsce urodzenia                              | Od                   | Do                   | Partia   | Prezydent                          |
| ------------------------------------------------------------------------------- | --------------------------------------------------- | ---------------------------------------------- | -------------------- | -------------------- | -------- | ---------------------------------- |
| 1                                                                               | Floriano Vieira Peixoto                             | Alagoas                                        | 26 lutego 1891       | 23 listopada 1891    |          | Deodoro da Fonseca                 |
| 2                                                                               | Manuel Vitorino Pereira                             | Bahia                                          | 15 listopada 1894    | 15 listopada 1898    |          | Prudente de Morais                 |
| 3                                                                               | Francisco de Assis Rosa e Silva                     | Pernambuco                                     | 15 listopada 1898    | 15 listopada 1902    |          | Campos Salles                      |
| 4                                                                               | Francisco Silviano de Almeida Brandão               | Minas Gerais                                   |                      |                      | PRM      | Rodrigues Alves                    |
| 5                                                                               | Afonso Augusto Moreira Pena                         | Minas Gerais                                   | 17 czerwca 1903      | 15 listopada 1906    | PRM      | Rodrigues Alves                    |
| 6                                                                               | Nilo Procopio Peçanha                               | Rio de Janeiro                                 | 15 listopada 1906    | 14 czerwca 1909      |          | Afonso Pena                        |
| 7                                                                               | Venceslau Braz Pereira Gomes                        | Minas Gerais                                   | 15 listopada 1910    | 15 listopada 1914    | PRM      | Hermes da Fonseca                  |
| 8                                                                               | Urbano Santos da Costa Araújo                       | Maranhão                                       | 15 listopada 1914    | 15 listopada 1918    |          | Venceslau Braz                     |
| 9                                                                               | Delfim Moreira                                      | Minas Gerais                                   | 15 listopada 1918    | 1 lipca 1920         | PRM      | Rodrigues Alves, Epitacio Pessoa   |
| 10                                                                              | Francisco Alvaro Bueno de Paiva                     | Minas Gerais                                   | 10 listopada 1920    | 15 listopada 1922    | PRM      | Epitacio Pessoa                    |
| 11                                                                              | Epitacio de Albuquerque Coimbra                     | Pernambuco                                     | 15 listopada 1922    | 15 listopada 1926    |          | Artur Bernardes                    |
| 12                                                                              | Fernando de Melo Viana                              | Minas Gerais                                   | 15 listopada 1926    | 24 października 1930 | PRM      | Washington Luiz                    |
| 13                                                                              | Vital Henrique Batista Soares                       | Bahia                                          |                      |                      |          | Julio Prestes                      |
| Zgodnie z konstytucją w 1934 urząd wiceprezydenta zniesiono; restauracja w 1946 |                                                     |                                                |                      |                      |          |                                    |
| 14                                                                              | Nereu de Oliveira Ramos                             | Santa Catarina                                 | 31 stycznia 1946     | 31 stycznia 1951     | PSD      | Dutra                              |
| 15                                                                              | João Café Filho                                     | Rio Grande do Norte                            | 31 stycznia 1951     | 24 sierpnia 1954     | PSP      | Getulio Vargas                     |
| 16                                                                              | João Belchior Marques Goulart                       | Rio Grande do Sul                              | 31 stycznia 1956     | 7 września 1961      | PTB      | Juscelino Kubitschek/Jânio Quadros |
| 17                                                                              | José Maria Alckmin                                  | Minas Gerais                                   | 15 kwietnia 1964     | 15 marca 1967        | PSD      | Humberto de Alencar Castelo Branco |
| 18                                                                              | Pedro Aleixo                                        | Minas Gerais                                   | 15 marca 1967        | 6 października 1969  | ARENA    | Costa e Silva                      |
| 19                                                                              | Augusto Hamann Rademaker Grünewald                  | Guanabara                                      | 30 października 1969 | 15 marca 1974        | ARENA    | Garrastazú Medici                  |
| 20                                                                              | Gen. Adalberto Pereira dos Santos                   | Rio Grande do Sul                              | 15 marca 1974        | 15 marca 1979        | ARENA    | Ernesto Geisel                     |
| 21                                                                              | Antonio Aureliano Chaves de Mendonça                | Minas Gerais                                   | 15 marca 1979        | 15 marca 1985        | ARENA    | João Figueiredo                    |
| 22                                                                              | José Sarney (José Ribamar Ferreira de Araújo Costa) | Maranhão                                       | 15 marca 1985        | 21 kwietnia 1985     | PMDB     | Tancredo Neves6                    |
| 23                                                                              | Itamar Augusto Cantiero Franco                      | urodzony na statku między Bahia Rio de Janeiro | 15 marca 1990        | 29 grudnia 1992      | PMDB     | Fernando Collor de Mello           |
| 24                                                                              | Marco Maciel                                        | Pernambuco                                     | 1 stycznia 1995      | 1 stycznia 2003      | PFL      | Fernando H. Cardoso                |
| 25                                                                              | José Alencar Gomes da Silva                         | Minas Gerais                                   | 1 stycznia 2003      | 1 stycznia 2011      | PL, PRB  | Luiz Inácio Lula da Silva          |
| 26                                                                              | Michel Miguel Elias Temer Lulia                     | Tietê                                          | 1 stycznia 2011      | 31 sierpnia 2016     | PT, PMDB | Dilma Rousseff                     |
| vacat                                                                           | vacat                                               | vacat                                          | 31 sierpnia 2016     | 1 stycznia 2019      | vacat    | Michel Temer                       |
| 27                                                                              | Antônio Hamilton Martins Mourão                     | Porto Alegre                                   | 1 stycznia 2019      | 1 stycznia 2023      | PRTB     | Jair Bolsonaro                     |
| 28                                                                              | Geraldo José Rodrigues Alckmin Filho                | São Paulo                                      | 1 stycznia 2023      | nadal                | PSB      | Luiz Inácio Lula da Silva          |